# Chésallet
Chésallet (pron. fr. AFI: [ʃezalɛ]) è una frazione del comune di Sarre, in Valle d'Aosta.

## Toponimo
Al fine di mantenere la pronuncia corretta, l'accento acuto sulla prima 'e' si è reso obbligatorio al modificarsi del toponimo negli anni, originariamente ortografato con una 'z' invece della 's' attuale (cf. la parola francese chez = presso).

## Storia
Fino al 1783, alla ripartizione ecclesiastica dell'attuale comune di Sarre in due parrocchie, Saint-Maurice e Saint-Eustache, corrisponde anche quella amministrativa in due comuni. Il comune di Chezallet, corrispondente alla parrocchia di Saint-Eustache, è annesso a quello di Sarre, il quale acquisisce, fino al 1799, la denominazione di Sarre-Chezallet.